# Eurodom Osijek
Eurodom je poslovno-kulturni centar u Osijeku. Ime je dobio po tvrtki osnovanoj 2002. koja je investirala u ovaj kompleks. 
Cijeli kompleks veličine je 85.000 četvornih metara, a vrijednosti je više od 650 milijuna kuna. Obuhvaća veliki trgovački centar s 80 trgovačkih i 16 ugostiteljskih sadržaja, poslovni centar s visokokvalitetnim prostorijama različitih veličina, kulturni centar s 330 mjesta te garažu s 900 parkirnih mjesta. Prostorom dominiraju dva tornja, tzv. osječki blizanci koji su spojeni i imaju 12 katova.

## Galerija
- Kulturni centar i poslovni toranj Eurodom
- Kulturni centar Eurodom

## Vanjske poveznice
- Službene stranice tvrtke Eurodom, eurodom.com.hr